# Zygmunt Solorz
Zygmunt Józef Solorz (ur. 4 sierpnia 1956 w Radomiu jako Zygmunt Józef Krok) – polski przedsiębiorca i miliarder związany z branżą medialną i telekomunikacyjną.
Założyciel Grupy Polsat Plus, inwestor oraz bezpośredni lub pośredni właściciel takich podmiotów jak Netia, Telewizja Polsat, Grupa Kapitałowa ZE PAK, Port Praski, Elektrim, Plus Bank, Premium Mobile i Eleven Sports.

## Życiorys
Urodził się w Radomiu w rodzinie robotniczej. Ma wykształcenie średnie. Ukończył szkołę zawodową, a następnie wieczorowe technikum mechaniczne. Wykazywał się przedsiębiorczością i już wówczas dorabiał sobie drobnym handlem. W 1977 roku otrzymał paszport na wyjazd wczasowy do Bułgarii, skąd udało mu się wyjechać za granicę państw bloku komunistycznego (nielegalnie z punktu widzenia prawa PRL) i przez Jugosławię i Austrię trafił do Republiki Federalnej Niemiec, gdzie osiadł w Monachium. Założył tam swoją pierwszą firmę zajmującą się transportem. Tam też poznał Ilonę Solorz, swoją przyszłą żonę, która prowadziła w Monachium firmę handlową Solorz Import-Export
Do Polski powrócił pod koniec lat 80. i w 1988 roku założył Solpol z siedzibą we Wrocławiu jako spółkę z udziałem zagranicznym, sprzedającą m.in. importowaną z Niemiec elektronikę. Podczas transformacji ustrojowej w Polsce wzbogacił się m.in. na sprzedaży samochodów z NRD kupowanych za mało wartościowe ruble transferowe i sprzedawanych z wielokrotnym przebiciem. Jego pierwszą inwestycją na rynku mediowym był zakup większości akcji dziennika „Kurier Polski” na początku 1992 roku. Pod koniec 1992 założył pierwszą prywatną telewizję w kraju – Polsat. Początkowo była to telewizja satelitarna, dostępna także w sieciach telewizji kablowych, a jej program nagrywany w Polsce nadawany był z Holandii. W styczniu 1994 roku Polsat uzyskał w konkursie koncesję na nadawanie pierwszego ogólnopolskiego prywatnego kanału telewizyjnego. W kolejnych latach Polsat rozwijał się, rozbudowując sieć własnych nadajników i przejmując inne stacje telewizyjne. W 1999 utworzył platformę telewizyjną Cyfrowy Polsat. W 2011 roku do grupy Zygmunta Solorza dołączył Polkomtel, operator sieci Plus, wykupiony przez cypryjską spółkę, kontrolowaną pośrednio przez Solorza. W 2017 grupa przejęła operatora telefonii, telewizji i internetu stacjonarnego Netia. Dwa lata później w ręce spółki trafiła firma windykacyjna Vindix. Cyfrowy Polsat został też udziałowcem największej polskiej firmy informatycznej Asseco i wykupił portal informacyjny Interia.pl.
Związał się również z branżą energetyczną. Kontrolowana przez niego Grupa Kapitałowa ZE PAK nawiązała w październiku 2019 współpracę z koreańskim koncernem KHNP w zakresie potencjalnej budowy małych, jądrowych reaktorów modułowych na terenie elektrowni Pątnów. Założył także stowarzyszenie Program Czysta Polska, propagujące ekologię i ochronę środowiska.
Zygmunt Solorz jest bezpośrednio lub pośrednio właścicielem następujących podmiotów: Grupa Polsat Plus (Polsat Box, Polkomtel, Netia, Telewizja Polsat), Grupa Kapitałowa ZE PAK, Port Praski, Elektrim, Plus Bank, Premium Mobile, Eleven Sports, Jet Story. Posiada także udziały w ATM Grupa oraz Asseco Poland.

### Życie prywatne
Czterokrotnie żonaty. W 1983 roku ożenił się w Niemczech z emigrantką ze Śląska Iloną Solorz. Z tego małżeństwa (rozwód w 1991) ma syna Tobiasa. W latach 1992–2014 jego żoną była Małgorzata Żak, z którą ma dwoje dzieci: Piotra i Aleksandrę. Z trzecią żoną, Małgorzatą Nawrocką, rozwiódł się w 2022 roku. Od marca 2024 żonaty z Justyną Kulką.
Nosił nazwisko rodowe Zygmunt Józef Krok. Z pobudek feministycznych, nazwisko Solorz przyjął po zawarciu małżeństwa z Iloną Solorz, natomiast drugi człon nazwisko Żak przyjął po rozwodzie z pierwszą żoną i poślubieniu w 1992 roku Małgorzaty Żak. Wcześniej znany był także jako Piotr Krok i Piotr Podgórski. Na fałszywe nazwisko Piotr Podgórski otrzymał dokumenty tożsamości w Niemczech Zachodnich.

### Podejrzenia o związki ze służbami PRL
W oświadczeniu przesłanym 16 listopada 2006 do Polskiej Agencji Prasowej Solorz przyznał, że w 1983 podpisał zobowiązanie do współpracy z Departamentem I MSW; jako agent do współpracy z wywiadem został zwerbowany 18 października 1983 i do 26 czerwca 1985 był zarejestrowany pod pseudonimem TW Zeg. W latach 80. został mu wydany paszport konsularny. Według Solorza, podpisał zobowiązanie do współpracy z wywiadem cywilnym PRL, broniąc się przed aresztowaniem za nielegalny wyjazd do Niemiec i nie podjął faktycznej współpracy z SB oraz nikogo nie skrzywdził. Ostatecznie SB wykreśliła go po półtora roku ze swojej kartoteki i opisała jako „nieprzydatnego”.

## Rankingi najbogatszych
W 2010 w rankingu światowych miliarderów zajął 488 miejsce, z majątkiem szacowanym na 2 mld dolarów (drugi Polak po Janie Kulczyku). Według zestawienia miesięcznika Forbes z 2009 był najbogatszym człowiekiem w Polsce, z majątkiem szacowanym na 3,9 mld złotych. W rankingu z 2007, z majątkiem wycenionym na 1,5 mld dolarów, zajął 664. miejsce na liście najbogatszych ludzi świata i uplasował się na pozycji czwartej jako najbogatszy wśród Polaków. Rok wcześniej był 382. na świecie i zarazem trzecim najbogatszym człowiekiem w Polsce. Z kolei na liście najbogatszych Polaków według tygodnika „Wprost”, z majątkiem szacowanym na 6,5 mld złotych, w 2008 zajął 48. miejsce na liście 100 najbogatszych ludzi Europy Środkowej i Wschodniej.

### Pozycje w rankingu tygodnika „Wprost”
W publikowanej co roku liście 100 najbogatszych Polaków tygodnika „Wprost” zajmował następujące miejsca (w nawiasie wartość majątku):

- 1992 – 30. miejsce[23]
- 1993 – 20. miejsce[24]
- 1994 – 34. miejsce[25]
- 1995 – 23. miejsce[26]
- 1996 – 18. miejsce[27]
- 1997 – 15. miejsce[28]
- 1998 – 7. miejsce[29]
- 1999 – 3. miejsce[30]
- 2000 – 4. miejsce[31]
- 2001 – 5. miejsce[32]
- 2002 – 3. miejsce (2,8 mld zł)[33]
- 2003 – 3. miejsce (2,7 mld zł)[34]
- 2004 – 3. miejsce (2,8 mld zł)[35]
- 2005 – 2. miejsce (3 mld zł)[36]
- 2006 – 4. miejsce (3,5 mld zł)[37]
- 2007 – 3. miejsce (4,7 mld zł)[38]
- 2008 – 2. miejsce (6,5 mld zł)[39]
- 2009 – 2. miejsce (5,8 mld zł)[40]
- 2010 – 2. miejsce (brak danych)[41]
- 2011 – 2. miejsce (7,9 mld zł)[42]
- 2012 – 2. miejsce (8,5 mld zł)[43]
- 2013 – 2. miejsce (10,5 mld zł)[44]
- 2014 – 2. miejsce (12 mld zł)[45]
- 2015 – 2. miejsce (12,5 mld zł)[46]
- 2016 – 2. miejsce (10,9 mld zł)[47]
- 2017 – 2. miejsce (11,5 mld zł)[48]
- 2018 – 2. miejsce (9,1 mld zł)[49]
- 2019 – 2. miejsce (10,1 mld zł)[50]
- 2020 – 1. miejsce (10,8 mld zł)
- 2021 – 1. miejsce (13,6 mld zł)
- 2022 – 3. miejsce (10,0 mld zł)
- 2023 – 6. miejsce (8,5 mld zł)